# Vainupea jõgi
Vainupea jõgi är ett 23 km långt vattendrag i Estland. Det ligger i Lääne-Virumaa, 90 km öster om huvudstaden Tallinn. Den mynnar i Finska viken vid byn Vainupea, strax sydost om udden Vainupea neem.
Inlandsklimat råder i trakten. Årsmedeltemperaturen i trakten är 4 °C. Den varmaste månaden är augusti, då medeltemperaturen är 16 °C, och den kallaste är februari, med −4 °C.